# Wiehagen (Wickede)
Wiehagen ist ein Ortsteil der Gemeinde Wickede (Ruhr) im Kreis Soest in Nordrhein-Westfalen. Bis 1969 bildete Wiehagen eine eigenständige Gemeinde.

## Geographie
Wiehagen liegt im Nordwesten der Gemeinde Wickede (Ruhr) und ist mit dem Kernort Wickede zusammengewachsen. Der Ortsteil ist ursprünglich landwirtschaftlich geprägt und seit den 1960er Jahren um mehrere Wohnsiedlungen vergrößert worden.

## Geschichte
Seit dem 19. Jahrhundert war Wiehagen eine Landgemeinde im Amt Werl des Kreises Soest. Am 1. Juli 1969 wurde Wiehagen durch das Soest/Beckum-Gesetz Teil der Gemeinde Wickede (Ruhr).

## Einwohnerentwicklung

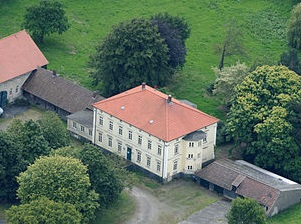
Gut Scheda

| Jahr | Einwohner | Quelle |
| ---- | --------- | ------ |
| 1871 | 257       | [ 3 ]  |
| 1885 | 229       | [ 4 ]  |
| 1910 | 252       | [ 5 ]  |
| 1939 | 272       | [ 6 ]  |
| 2019 | 1310      | [ 1 ]  |

## Baudenkmäler
In Wiehagen stehen das Gut Scheda sowie das Haupthaus des Hofs Behme unter Denkmalschutz.

## Kultur
Ein Träger des lokalen Brauchtums ist die Schützenbruderschaft St. Johannes Wickede (Ruhr)-Wiehagen.